# José Alberto Domínguez
Pour les articles homonymes, voir José Domínguez et Domínguez.
Domínguez  González est un nom espagnol. Le premier nom de famille, en général paternel, est Domínguez ; le second, en général maternel, souvent omis, est González.
José Alberto Domínguez González, né le 31 juillet 2004, est un coureur cycliste cubain.

## Biographie
En 2023, José Alberto Domínguez fait partie des cyclistes cubains sélectionnés pour disputer les Jeux d'Amérique centrale et des Caraïbes. Il obtient également diverses places d'honneur dans des courses d'envergure nationale. L'année suivante, il devient champion de Cuba sur route chez les élites, alors qu'il n'a pas encore vingt ans. Il termine par ailleurs troisième d'une étape de la Vuelta a Chiriquí.
En janvier 2025, il s'impose sur une course par étapes disputée autour de La Havane. Quelques mois plus tard, il prend la neuvième place de la course en ligne espoirs aux championnats panaméricains. Il conserve aussi son titre de champion national sur route. 

## Palmarès et résultats

### Par année
- 2023
  - 2e de la Vuelta a Cuba Oriental
  - 2e de la Copa 8 de Marzo
  - 2e du championnat de Cuba sur route
- 2024
  -  Champion de Cuba sur route
- 2025
  -  Champion de Cuba sur route
  - Vuelta a La Habana :
    - Classement général
    - 2e étape

### Classements mondiaux
| Année            | 2023 | 2024 |
| ---------------- | ---- | ---- |
| UCI America Tour | 206e | 112e |